# Lac du Crachet
 (octobre 2014).
Si vous disposez d'ouvrages ou d'articles de référence ou si vous connaissez des sites web de qualité traitant du thème abordé ici, merci de compléter l'article en donnant les références utiles à sa vérifiabilité et en les liant à la section « Notes et références ».
Le lac du Crachet est un lac naturel d'altitude situé dans les Alpes françaises en vallée de Crévoux dans l’Embrunais dans le département des Hautes-Alpes.

## Géographie

### Topographie

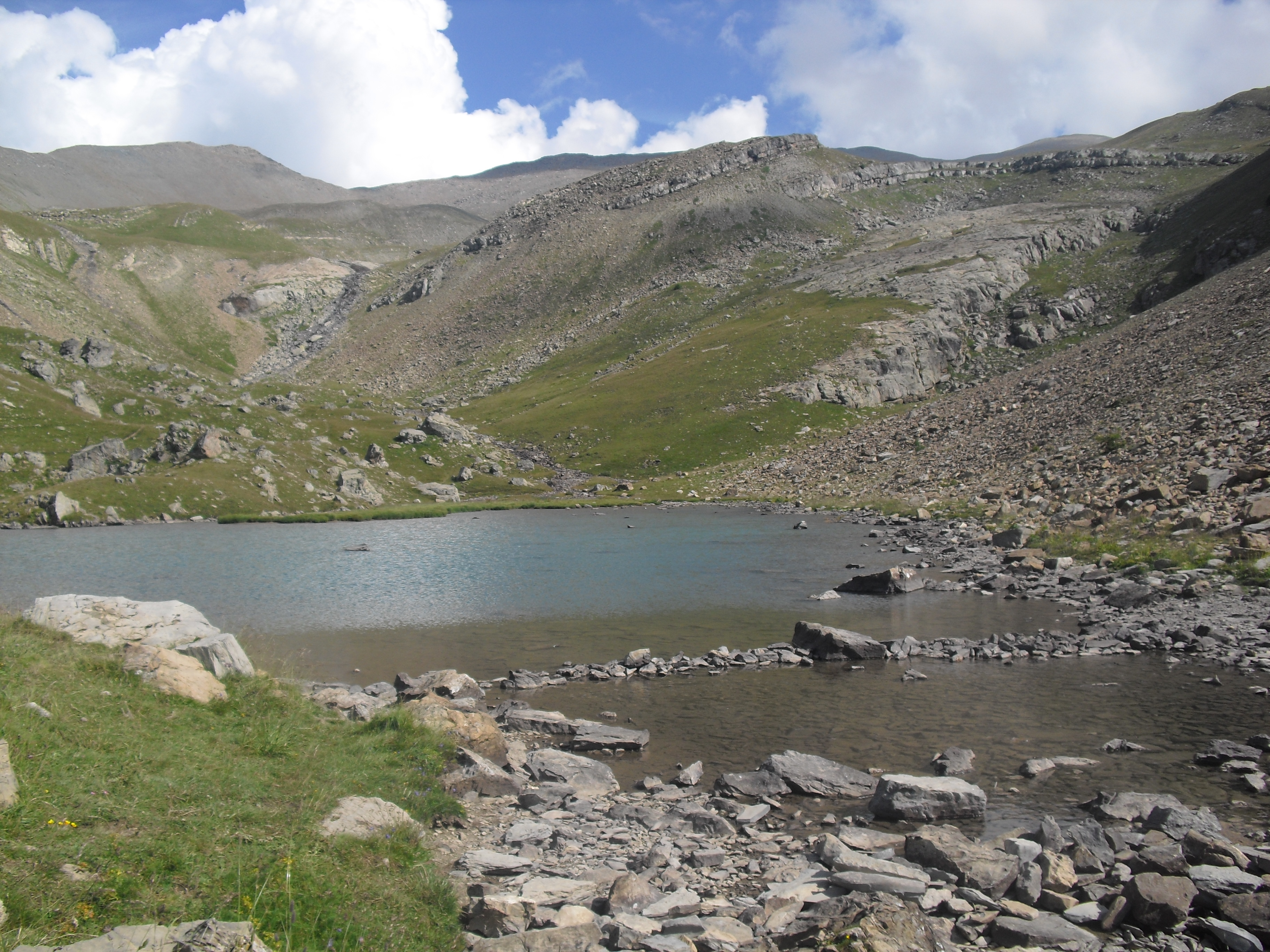
Lac du Crachet

Avec une altitude de 2 238 mètres, le lac du Crachet se situe dans la vallée de Crévoux près du hameau de la Chalp ou encore d'Embrun en vallée de la Durance. Creusé par les glaciers, il est niché dans un cirque entre le col du Crachet et le col de Lalatcha avec 2 820 mètres. Le lac fait face notamment à la montagne Pellat avec le domaine skiable de Crévoux, ainsi qu'au col du Parpaillon.

### Hydrologie
Ce lac naturel d'origine glaciaire possède une superficie réduite, et s’assèche lors des fortes sécheresses. Il en découle le torrent du Crachet sur plusieurs kilomètres, tout le long du vallon du Crachet, avant de se déverser dans le torrent de Crévoux.

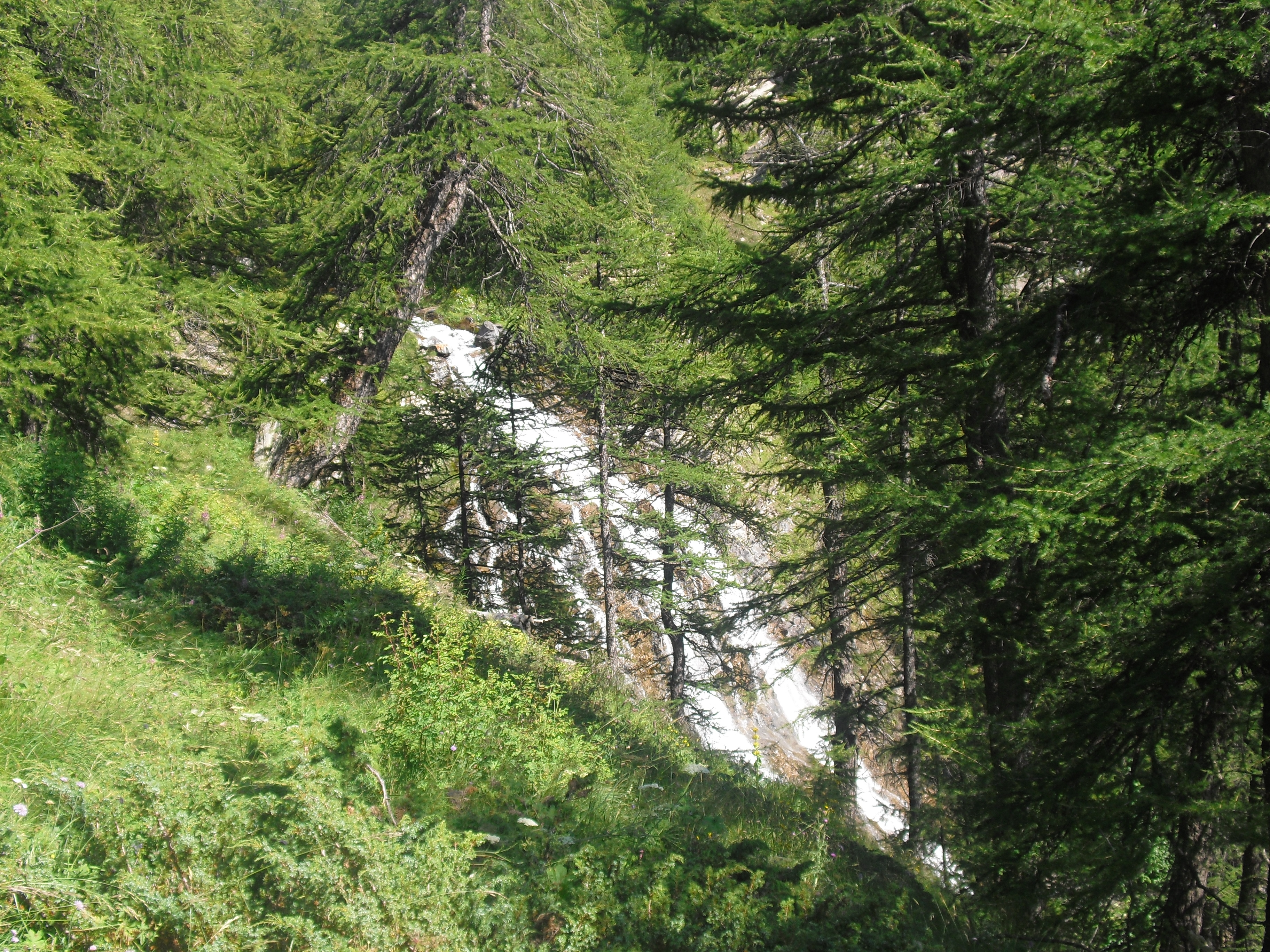
Cascade du Crachet, en aval du lac.
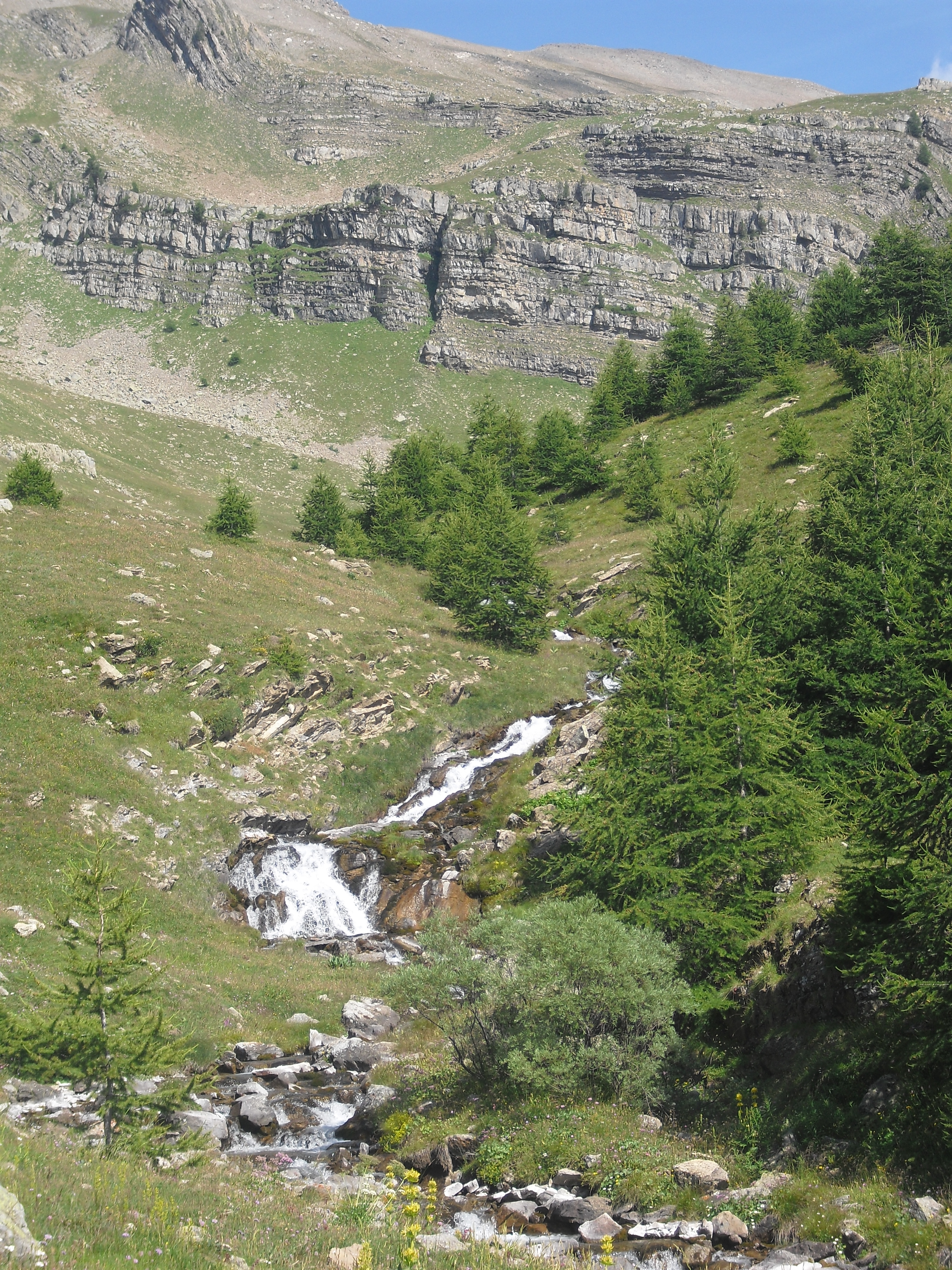
Torrent du Crachet, émissaire du lac.
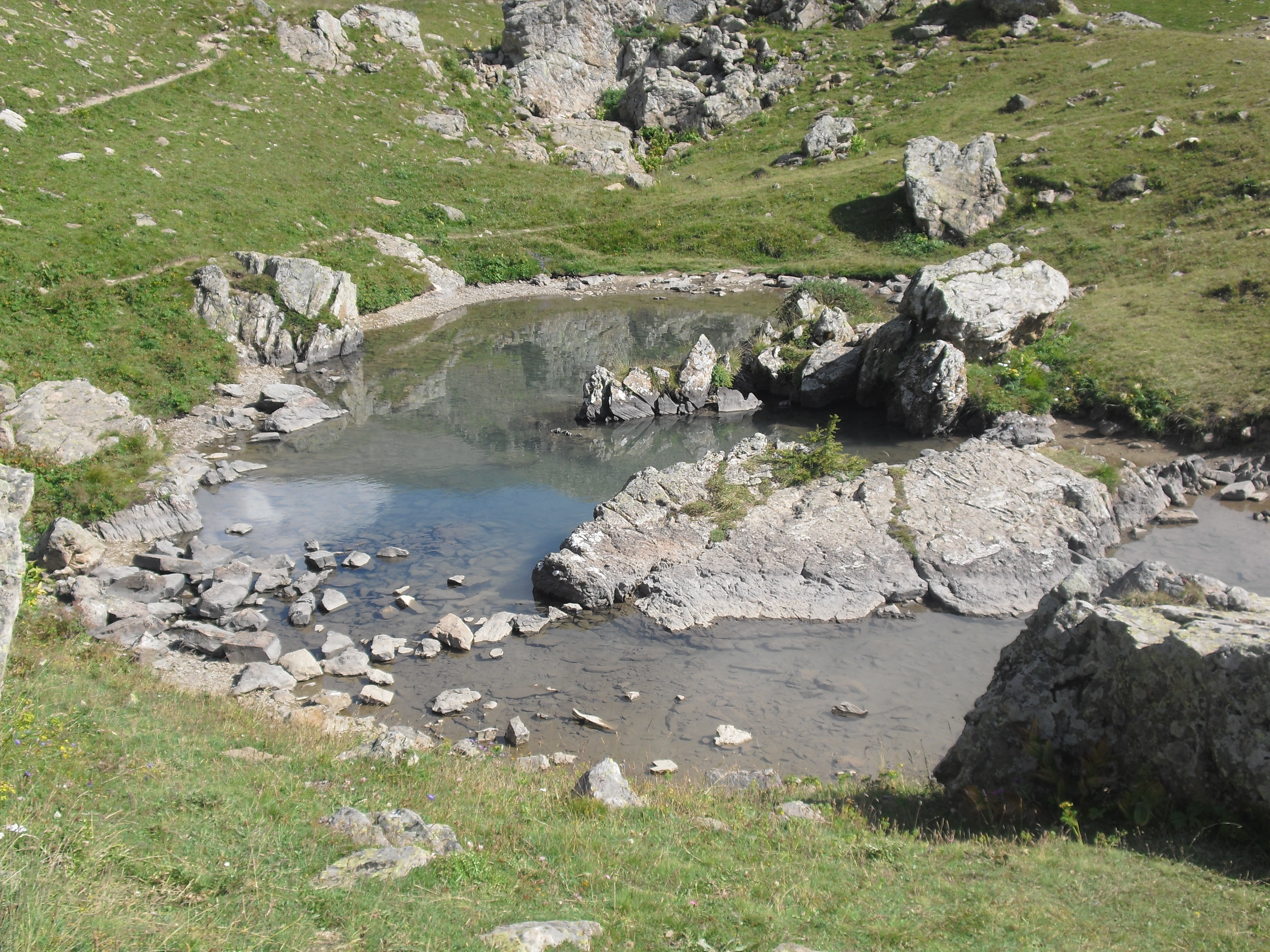
Partie Est du lac.
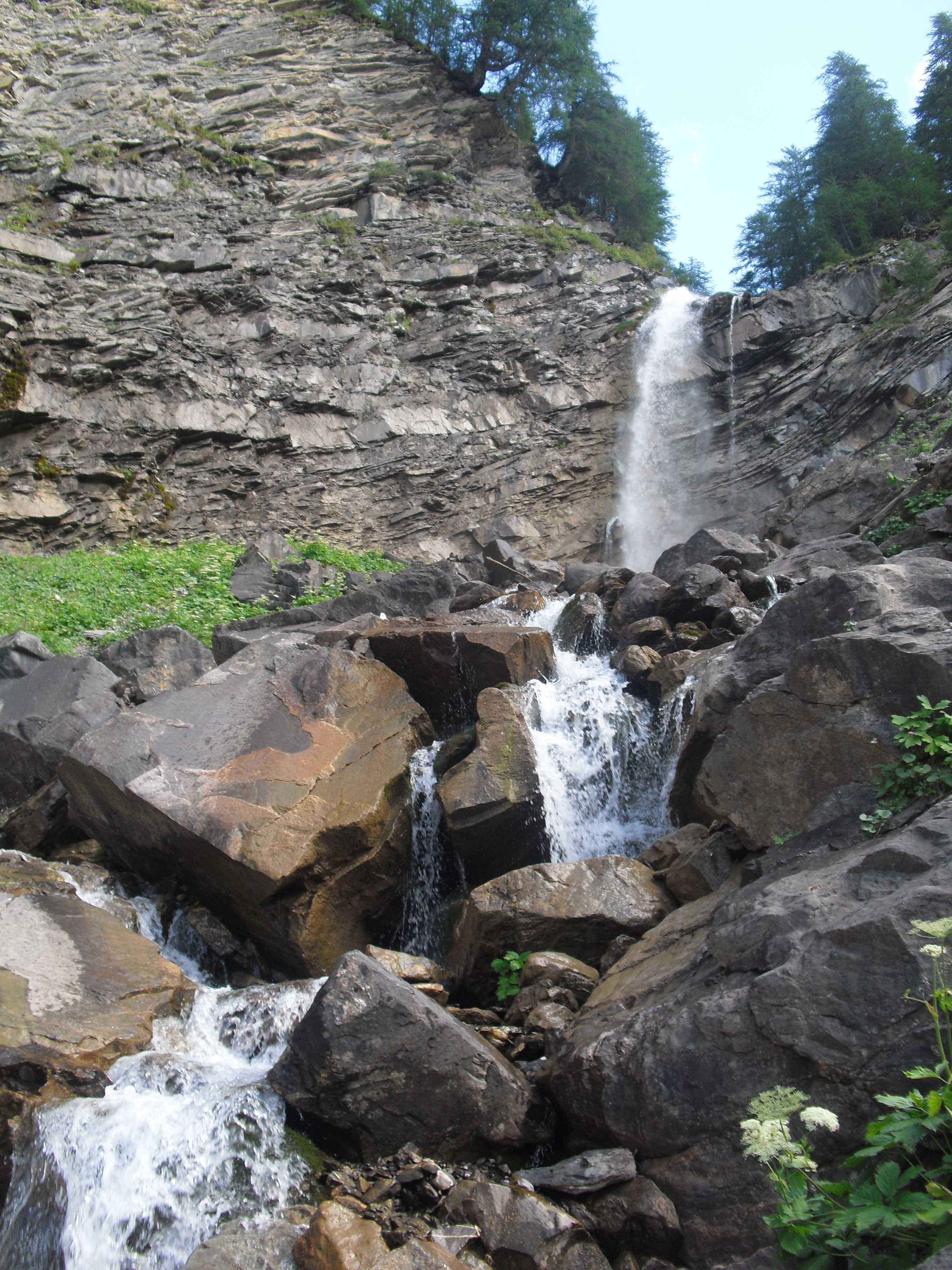
Cascade du Razis, torrent de Crévoux.

## Environnement
Le lac du Crachet possède encore un écosystème protégé et sauvage. La végétation, redondante dans le vallon, est cohérente des hautes altitudes avec des fleurs emblématiques, comme la gentiane jaune, gentiana lutea. Les crêtes rocheuses abritent chamois, marmottes, et laissent apercevoir le vol de quelques rapaces.

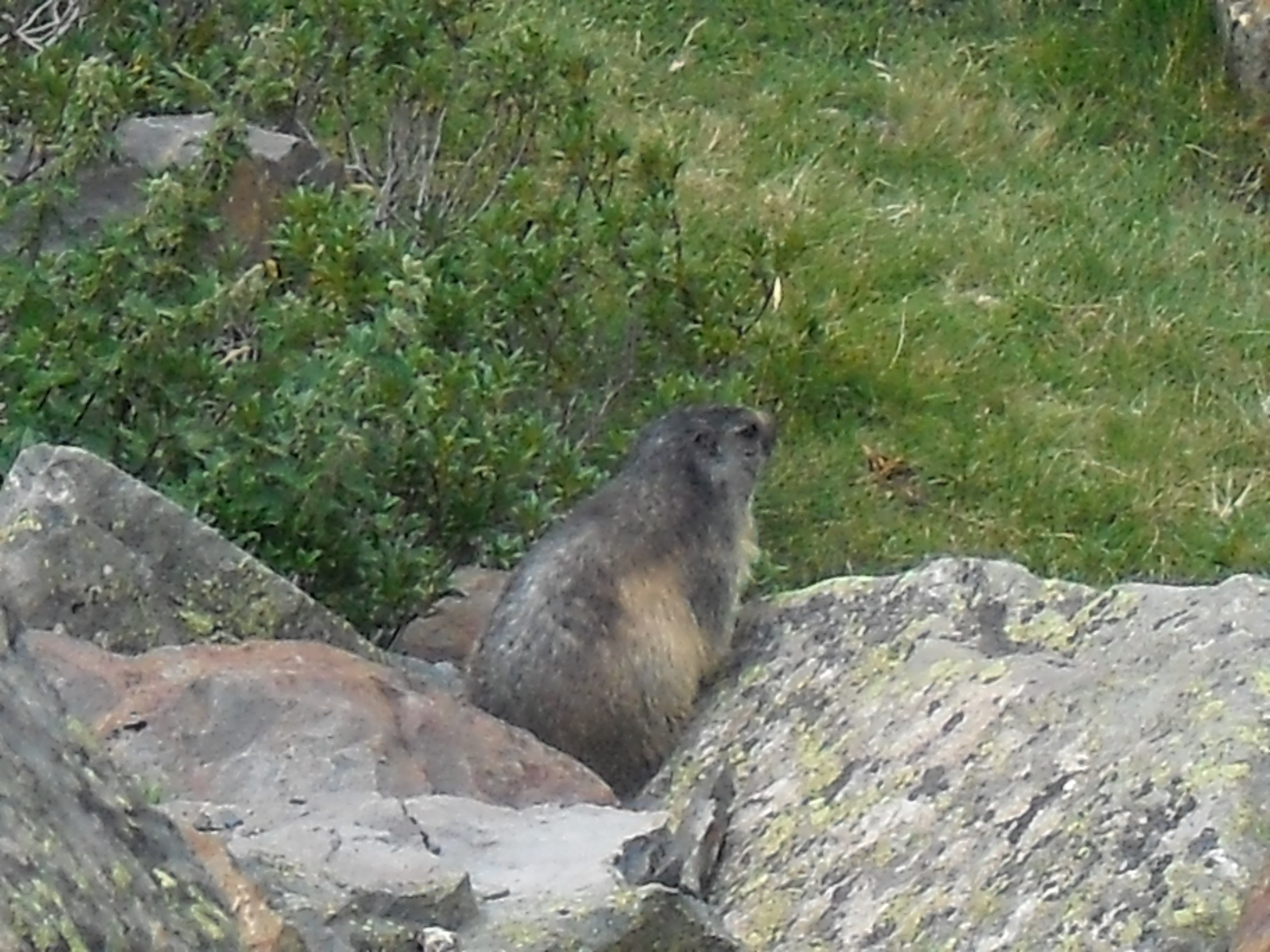
Marmotte, Marmota marmota.
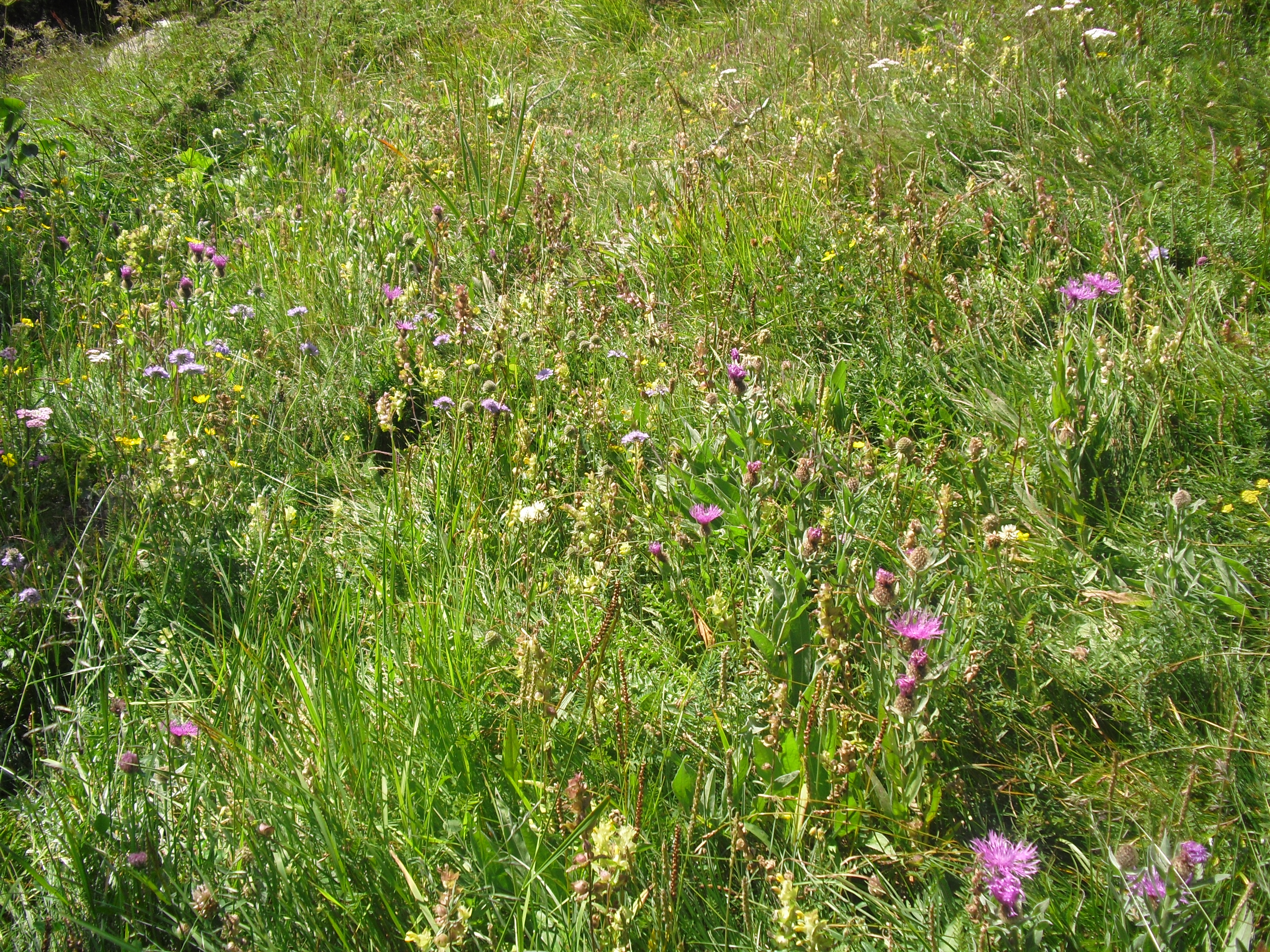
Richesse de l’écosystème du vallon.
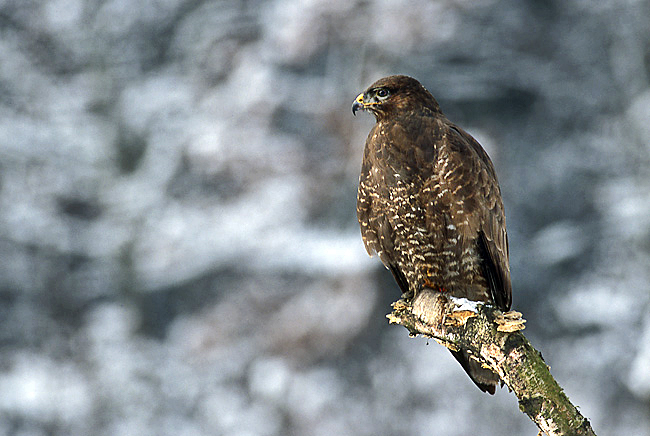
Buse variable, Buteo buteo.
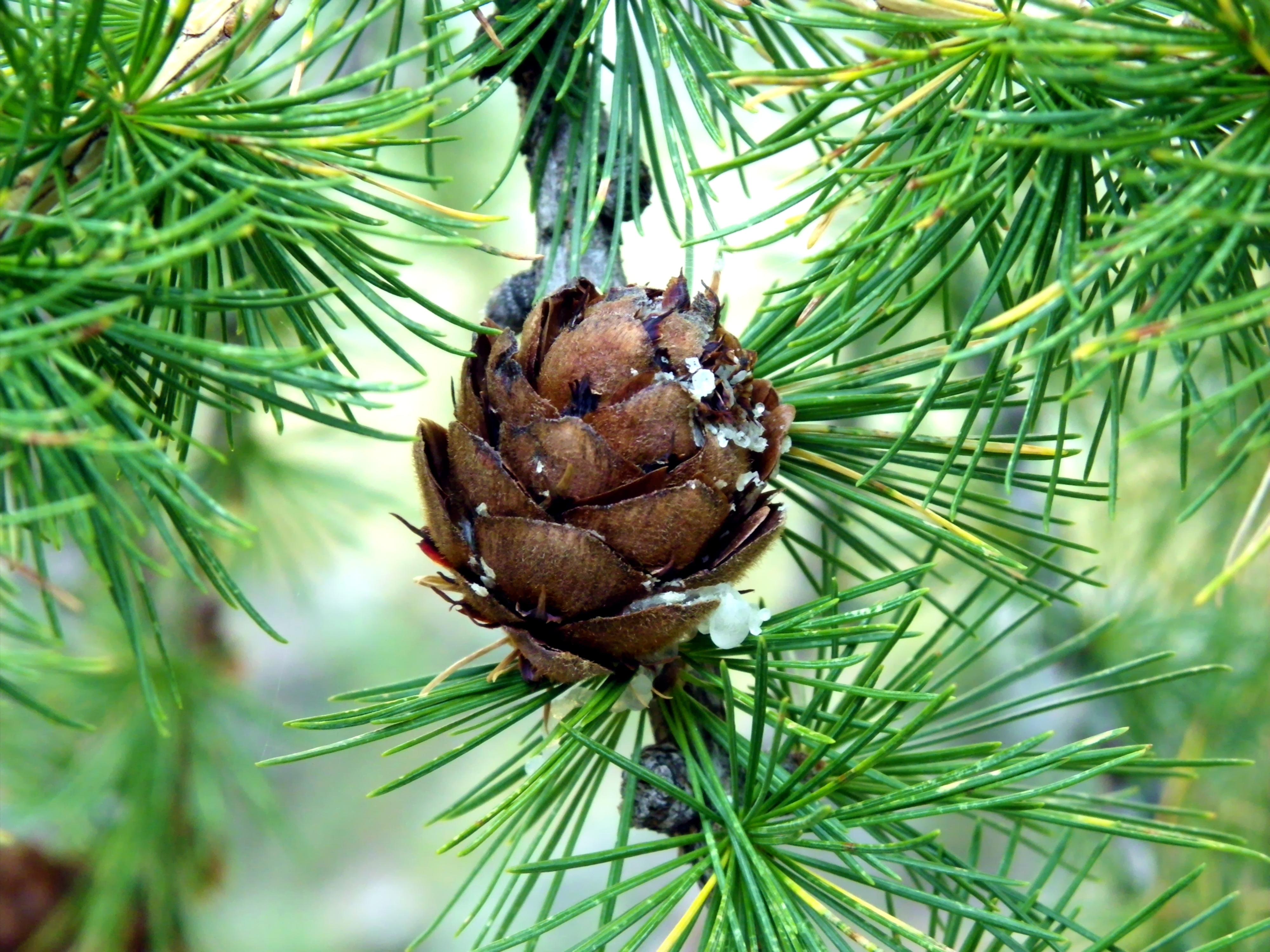
Mélèze d’Europe, Larix decidua.
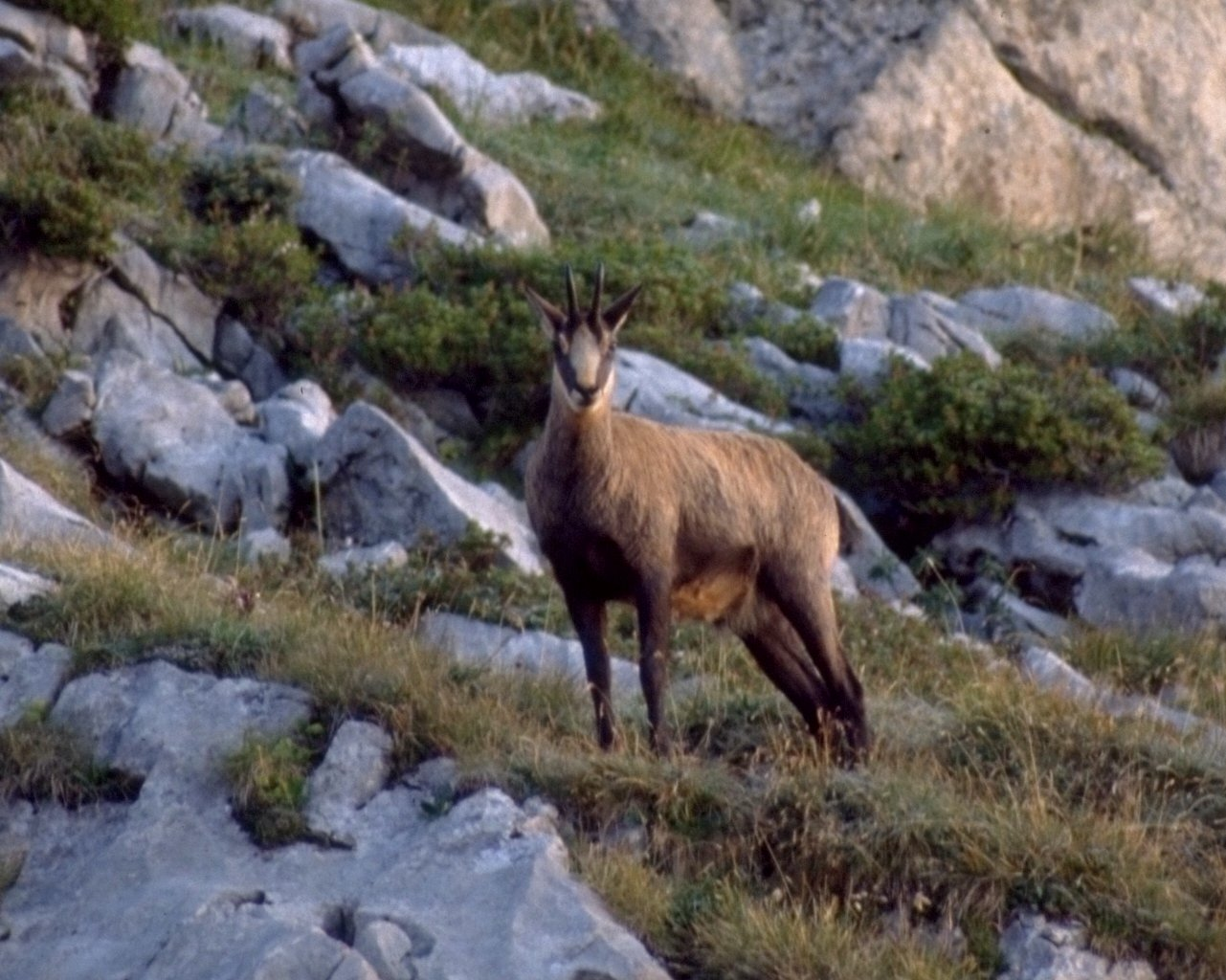
Chamois, Rupicapra rupicapra.
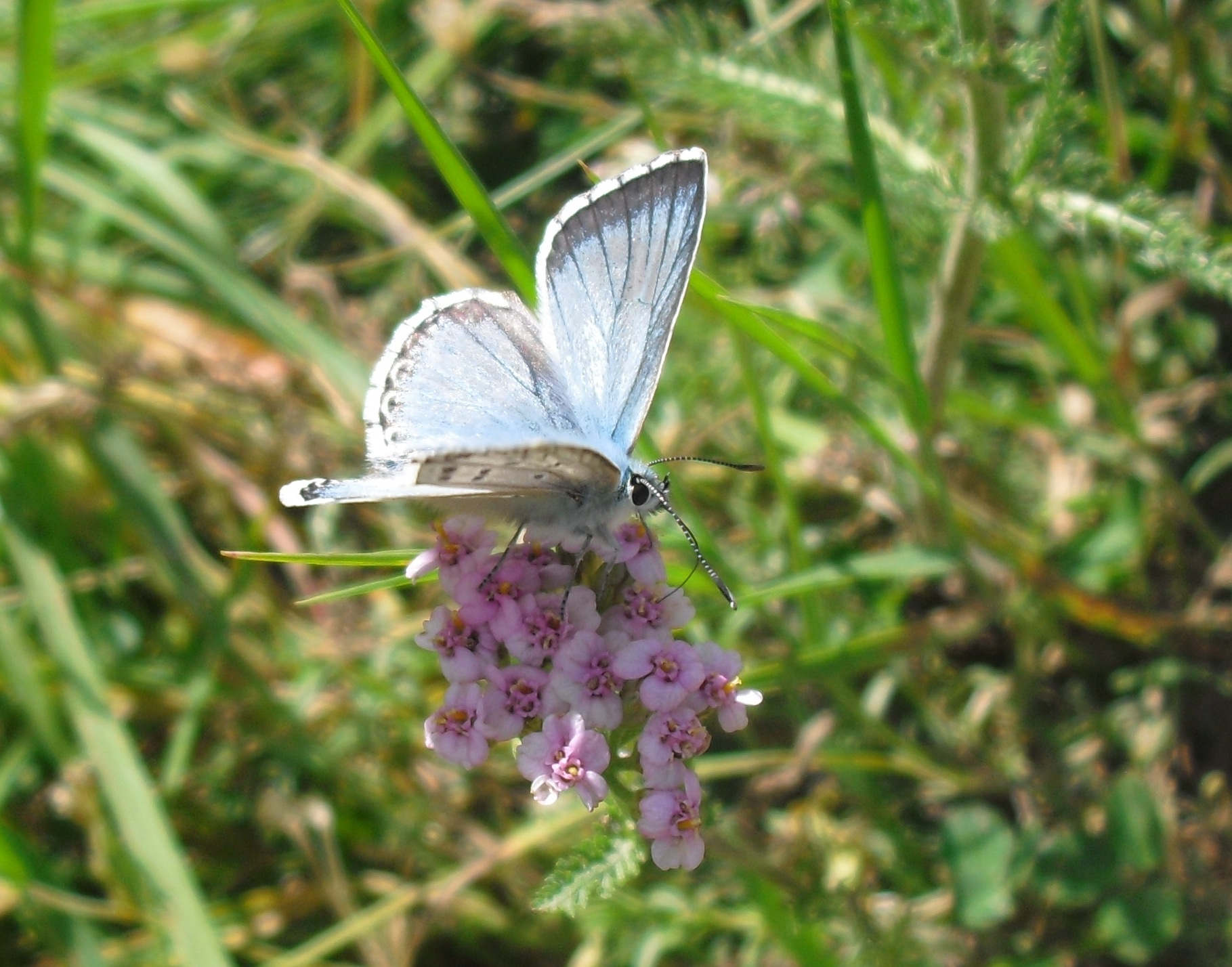
Abondance de papillons sur les rives du lac : Argus bleu, Polyommatus icarus.

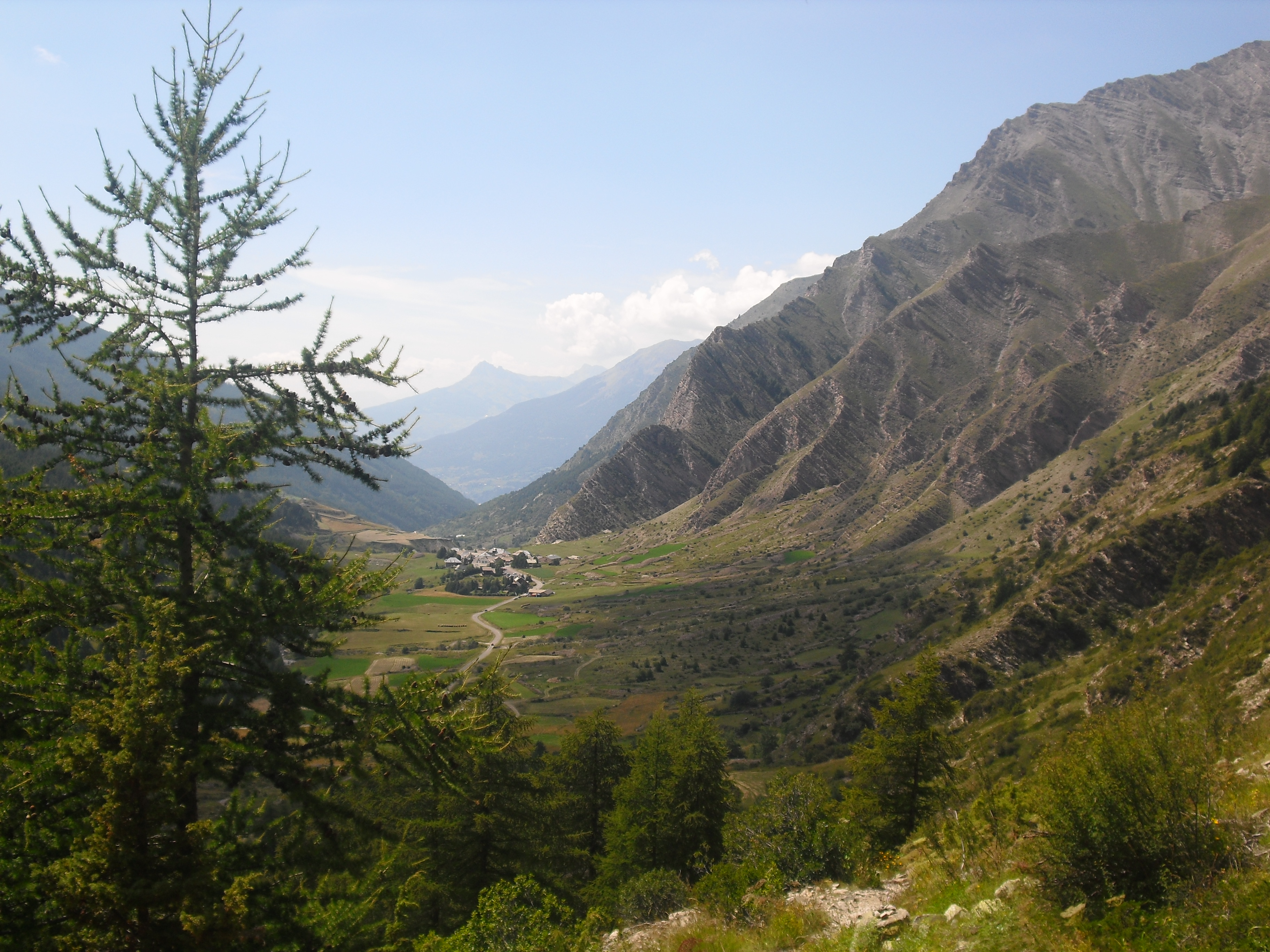
Vallée de Crévoux

## Voies d'accès
Un chemin pédestre, accessible depuis la D29 (la Chalp), conduit au lac tout en rendant compte des différents étages de végétation : la forêt de mélèze laisse place à des alpages verdoyant une fois le vallon du Crachet atteint.